# Quercus hemisphaerica
Espèce
Statut de conservation UICN

 LC  : Préoccupation mineure

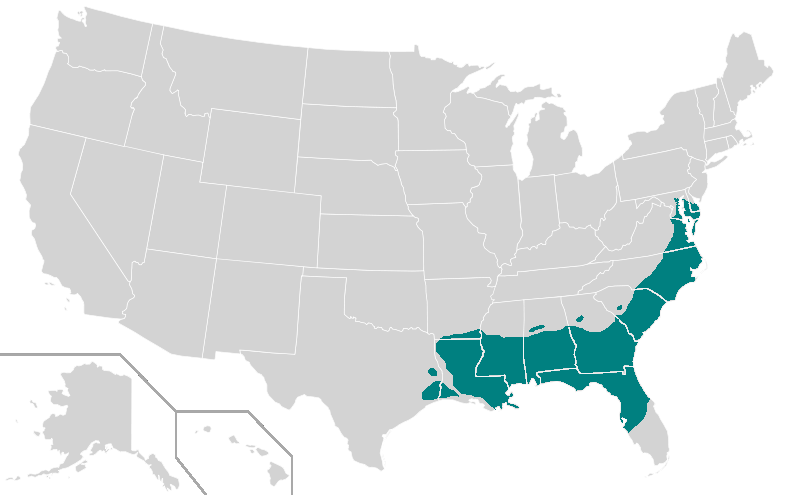
Aire de répartition

Quercus hemisphaerica est une espèce d'arbres du sous-genre Quercus et de la section Lobatae. L'espèce est présente dans l'Est des États-Unis.